# ۶ آذر
۶ آذر دویست و پنجاه و دومین روز سال در گاه‌شماری خورشیدی است. به پایان سال ۱۱۳ روز (۱۱۴ روز در سال کبیسه) باقی‌است.

## رویدادها
- ۱۳۲۲ - آغاز برگزاری کنفرانس تهران
- ۱۳۸۴ - زمین‌لرزه ۱۳۸۴ قشم
- ۱۳۸۵ - حادثه ۶ آذر ۱۳۸۵ فروند آنتونوف ای‌ان-۷۲ سپاه پاسداران انقلاب اسلامی
- ۱۳۹۸ - آتش‌سوزی ۶ آذر ۱۳۹۸ کنسولگری ایران در نجف

## زادروزها
- ۱۲۱۸ - عباس میرزا ملک‌آرا، برادر ناتنی ناصرالدین‌شاه
- ۱۳۱۳ - جمشید مشایخی، بازیگر
- ۱۳۲۶ - داریوش فرهنگ، کارگردان
- ۱۳۲۸ - شاهرخ، خواننده

## درگذشتگان
- ۱۳۷۳ - علی‌اکبر سعیدی سیرجانی، نویسنده و فعال سیاسی
- ۱۳۷۸ - جعفر شهری، نویسنده و پژوهشگر
- ۱۴۰۲ - پروانه معصومی، بازیگر